# Saarloos wolfhond
För andra betydelser, se Varghund.
Saarloos wolfhond är en hundras från Nederländerna. Rasen skapades av den holländske djursamlaren Leendert Saarloos (1884-1969) som en korsning mellan schäfer och varg.

## Historia
Den första korsningen ägde rum 1932 mellan en schäferhane och en vargtik från Diergaarde Blijdorp i Rotterdam. Saarloos ansåg att tamhundens domesticering gått för långt, vilket lett till degeneration.
Genom detta experiment ville han utveckla den ultimata arbetshunden. Under en period utbildades varghundarna till ledarhundar, men i den fortsatta aveln förlorades de rätta egenskaperna för detta. Från 1942 och fram till sin död försökte Saarlos få sina hundar som han kallade europeisk varghund godkända som ras av den nederländska kennelklubben Raad van Beheer op Kynologisch Gebied in Nederland, men hundarna ansågs alltför inavlade och skygga.
Efter Saarloos död 1969 tog andra människor över aveln, ändrade inriktning på den och lyckades 1975 att få rasen erkänd nationellt under namnet Saarlooswolfhond. 1981 godkändes rasen av Fédération Cynologique Internationale (FCI).

## Egenskaper
Saarloos wolfhond räknas idag som en ren sällskapshund med framträdande drag av ursprunglig natur.
Den är en reslig, energisk och kraftfull hund som är uppmärksam, självständig och reserverad.

## Utseende
Saarloos wolfhonds päls har kraftig underull som gör den väl rustad för ett förhållandevis kyligt klimat.